# Marko Milanović
Marko Milanović (Zagreb, 2004.) hrvatski je hrvač, sin predsjednika Republike Hrvatske Zorana Milanovića. 
Kategorizirani je sportaš, član hrvatske hrvačke reprezentacije i redovni student Sveučilišta u Zagrebu.
Marko Milanović rođen je 2004. godine kao mlađi sin Zorana Milanovića. Ima starijega brata Ante Jakova. Sportski put započeo je kao džudaš, no 2016. godine inspiriran olimpijskim nastupom Bože Starčevića, odlučuje se za hrvanje.
Član je zagrebačkog Hrvačkog kluba Metalac. Trenira pod vodstvom dvostrukog olimpijca Bože Starčevića.
Najveći uspjeh do sada u karijeri ostvario je na Europskom prvenstvu za hrvače do 20 godina u Novom Sadu, gdje je u teškoj kategoriji do 130 kilograma osvojio brončanu medalju. Tijekom turnira pobijedio je protivnike iz Litve, Grčke i Armenije, dok je izgubio jedino od turskog predstavnika.
Sezona 2024./'25. obilježena je ozbiljnom ozljedom kuka koja je zahtijevala operaciju. Vrhunac povratka bio je nastup na prestižnom UWV turniru THOR Masters u Kopenhagenu, gdje je osvojio prvo mjesto.

## Uspjesi
- 2021. - proglašen najboljim mladim kadetom Hrvatskog hrvačkog saveza
- 2021. - peto mjesto na kadetskom Prvenstvu Europe (kategorija do 92 kg)
- 2024. - brončana medalja na Europskom prvenstvu za hrvače do 20 godina u Novom Sadu (kategorija do 130 kg)
- 2025. - prvo mjesto na UWV-ovu turniru „THOR Masters” u Kopenhagenu